# 21989 Werntz
21989 Werntz è un asteroide della fascia principale. Scoperto nel 1999, presenta un'orbita caratterizzata da un semiasse maggiore pari a 3,1143042 UA e da un'eccentricità di 0,1829131, inclinata di 3,81663° rispetto all'eclittica.